# María del Pilar González del Valle
María del Pilar González del Valle (San Sebastián, 12 de julio de 1948) es una aristócrata española, experta taurina. 
Nació de forma casual en San Sebastián. Se crio entre Madrid, Grado (Asturias) y Extremadura. Se casó con Rafael Ureña Francés. Ostenta el título nobiliario de IV marquesa de la Vega de Anzo.

## Tauromaquia
Es la primera mujer que preside la peña taurina de José y Juan y está considerada una de las mayores expertas taurinas de España. Consiguió ser la primera mujer jurado en los premios «Mayte». Es asesora de tauromaquia de la comunidad de Madrid.

## Vida filantrópica
Como toda su familia su vida filantrópica es muy importante. Su más importante labor recae en ser la vicepresidenta de Nuevo Futuro, una organización muy conocida en toda España y que recoge fondos para cuidar a niños desvalidos.

## Vida Social
Conocida es su vida social en la que se mueve, gran amiga de importantes empresarias como Alicia Koplowitz, de famosas como Encarnita Polo, periodistas como Yagüe, toreros y otras celebridades.